# Lucía Sotomayor
Lucía Sotomayor (* 10. Januar 2000) ist eine bolivianische Leichtathletin, die sich auf den Sprint spezialisiert hat und auch im Hürdenlauf an den Start geht.

## Sportliche Laufbahn
Erste Erfahrungen bei internationalen Meisterschaften sammelte Lucía Sotomayor 2017 bei den U20-Südamerikameisterschaften in Leonora, bei denen sie im 400-Meter-Lauf in 59,58 s den vierten Platz belegte. Anschließend schied sie bei den Südamerikameisterschaften in Luque mit 61,83 s in der ersten Runde aus und erreichte mit der bolivianischen 4-mal-100-Meter-Staffel in 48,75 s den siebten Platz. Anschließend schied sie bei den Panamerikanischen-U20-Meisterschaften in Trujillo mit 61,65 s im Vorlauf aus. Im Jahr darauf nahm sie erstmals an den Südamerikaspielen in Cochabamba teil, schied aber auch dort mit 57,75 s in der Vorrunde aus, wie auch bei den Südamerikameisterschaften 2019 in Lima mit 58,04 s. Daraufhin nahm sie an den U20-Südamerikameisterschaften in Cali teil, schied dort im 200-Meter-Lauf mit 26,05 s in der Vorrunde aus und wurde über 400 Meter in 57,64 s Sechste. Im Jahr darauf belegte sie bei den Hallensüdamerikameisterschaften in Cochabamba in 57,29 s den sechsten Platz über 400 Meter und siegte mit der 4-mal-400-Meter-Staffel in 4:00,77 min. 2022 verteidigte sie bei den Hallensüdamerikameisterschaften ebendort mit 3:47,36 min ihren Titel im Staffelbewerb und stellte mit dieser Zeit einen neuen Südamerikarekord auf. Ende September belegte sie bei den U23-Südamerikameisterschaften in Cascavel in 61,63 s den vierten Platz im 400-Meter-Hürdenlauf. Im Jahr darauf belegte sie bei den Südamerikameisterschaften in São Paulo in 3:48,77 min den fünften Platz im Staffelbewerb. 2025 gewann sie bei den Hallensüdamerikameisterschaften in Cochabamba in 56,95 s die Bronzemedaille über 400 Meter hinter der Argentinierin María Florencia Lamboglia und Ibeyis Romero aus Venezuela und siegte mit der Staffel in 3:56,34 min. Zudem schied sie im 60-Meter-Hürdenlauf mit 10,15 s in der Vorrunde aus. 
2024 wurde Sotomayor bolivianische Meisterin im 400-Meter-Hürdenlauf sowie in der Mixed-Staffel über 4-mal 400 Meter und 2023 in der Frauenstaffel. Zudem wurde sie 2025 Hallenmeisterin im 60-Meter-Hürdenlauf.

## Persönliche Bestzeiten
- 200 Meter: 24,22 s (+0,4 m/s), 19. Mai 2019 in Tarija
  - 200 Meter (Halle): 25,14 s, 18. Februar 2022 in Cochabamba
- 400 Meter: 55,82 s, 4. Juni 2022 in Cochabamba
  - 400 Meter (Halle): 56,41 s, 8. Februar 2025 in Cochabamba
- 400 m Hürden: 61,63 s, 29. September 2022 in Cascavel
  - 60 m Hürden (Halle): 9,29 s 12. Januar 2025 in Cochabamba